# Szabédi László
Szabédi László (eredetileg Székely László) (Sáromberke, 1907. május 7. – Kolozsvár, 1959. április 18.) erdélyi magyar költő, újságíró, műfordító, műkedvelő nyelvész.

## Élete
Iskoláit Zernesten kezdte 1913-ban, majd Kolozsvárott az unitárius kollégiumban folytatta. 1925-ben érettségizett, majd 1927-ig Strasbourgban, teológián tanult. 1945-ben Kolozsvárott doktorált filozófiából is.
Egy ideig Aradon tisztviselőként dolgozott, majd Kolozsvárott lett színházi dramaturg. 1931–1938 között az Ellenzék belső munkatársa volt. Írásaival szerepelt az Új erdélyi antológia című gyűjteményes kötetben. 1939–1940 között letöltötte sorkatonai szolgálatának idejét, majd Báréban  lett tanító. 1941-ben visszatért Kolozsvárra, ahol az egyetemi könyvtár alkalmazottjaként dolgozott. 1942-ben csatlakozott az helikoni közösséghez, és az ő kezdeményezésére indult a Termés c. folyóirat is. 1943-ban ott volt a balatonszárszói találkozón. 1942-ben Baumgarten-jutalmat kapott.
1944-ben bekapcsolódott az antifasiszta ellenállásba. A háború után egy ideig még Kolozsváron tanított, francia nyelvet. 1945 májusában a Romániai Magyar Írók Szövetsége alelnökké választotta. Ugyanebben az évben belépett a Román Kommunista Pártba, majd megnősült, Tompa László lányát, Tompa Margitot feleségül véve.
1945–1947 között Sepsiszentgyörgyön a Székely Nemzeti Múzeum igazgatója volt, közben a Népi Egység (1946 szeptembertől 1947 őszéig) és a Világosság munkatársaként dolgozott. 1947-ben visszatérve, esztétikát tanított a kolozsvári Bolyai Tudományegyetemen, valamint a Népi Egység c. napilap főszerkesztője volt. 1952–1956 között a magyar irodalomtörténeti tanszék vezetője volt. 1955-ben Román Népköztársaság Állami Díja elismerést kapott. 1958-ban megírta főművét, A magyar nyelv őstörténete. A finnugor és az indoeurópai nyelvek közös eredetének bizonyítékai címmel.
A Bolyai egyetem beolvasztásakor tanúsított magatartása miatt a Securitate zaklatta, ezért a beolvasztás ellen való tiltakozásként 1959. április 18-án Szamosfalva határában a vonat elé vetette magát. Néhány héttel később az ő példáját követve lett öngyilkos Csendes Zoltán, a megszüntetett egyetem egykori rektorhelyettese is.

## Emlékezete
Szabédi Lászlót a Házsongárdi temetőben helyezték örök nyugalomra. A Magyar Unitárius Egyház nevezetes tagjai között tartja számon.
Hagyatéka az EMKE kezelésében lévő Szabédi Emlékház kéziratgyűjteményében található, s ugyanitt tárgyi hagyatékából egy emlékszobát is berendeztek.
Arcképe megtalálható a Petőfi Irodalmi Múzeum gyűjteményében.

## Művei
- Délia. Drámai költemény. Kolozsvár, Minerva, 1936
- Alkotó szegénység. Versek. Budapest, Bolyai Akadémia, 1939
- Veér Anna alszik. Novellák. Budapest, Bolyai Akadémia, 1941
- Ész és bűbáj.Tanulmányok. Budapest, Magyar Élet, 1943
- Telehold. Versek. Budapest, Magyar Élet, 1944
- Sokan szólunk; Irodalmi és Művészeti, Kolozsvár, 1950
- A magyar ritmus formái. Bukarest, Állami Irodalmi és Művészeti Kiadó, 1955
- Válogatott versek, Bukarest, Állami Irodalmi és Művészeti Kiadó, 1955
- Nyelv és irodalom. Cikkek és tanulmányok. Bukarest, Állami és Művészeti Kiadó, 1956
- Telehold. Versek, szépprózai írások, műfordítások; Irodalmi, Bukarest, 1967 (Romániai magyar írók)
- Kép és forma. Esztétikai és verstani tanulmányok; szerk., jegyz. Csehi Gyula; Irodalmi, Bukarest, 1969
- Szabédi László legszebb versei; vál., bev. Kántor Lajos; Albatrosz, Bukarest, 1972
- A magyar nyelv őstörténete. A finnugor és az indoeurópai nyelvek közös eredetének bizonyítékai, Bukarest, Kriterion, 1974
- Enyém ez a történelem. Válogatott művek; vál., előszó Kántor Lajos; Magvető, Bp., 1980
- A Lázár utcától a Postakert utcáig. Szabédi László naplófeljegyzései (Diarium), önéletrajzai, válogatott levelezése; sajtó alá rend., jegyz. Bartha Katalin Ágnes; Korunk–Komp-Press, Kolozsvár, 2007
- Két világ közt harmadiknak. Vers, próza, dráma, tanulmány, dokumentum; szerk., előszó, jegyz. Kántor Lajos; Korunk–Komp-Press, Kolozsvár, 2014
- Válogatott versek; Hargita Kiadóhivatal, Csíkszereda, 2015

## Műfordításai
- Charles Baudelaire versei
- Mihai Eminescu versei
- Zöld levél. Román népi versek; gyűjt., ford. Szabédi László; Józsa Béla, Kolozsvár, 1945